# Batu Pulut
Batu Pulut is een bestuurslaag in het regentschap Padang Lawas Utara van de provincie Noord-Sumatra, Indonesië. Batu Pulut telt 443 inwoners (volkstelling 2010).